# Marcella Neggers

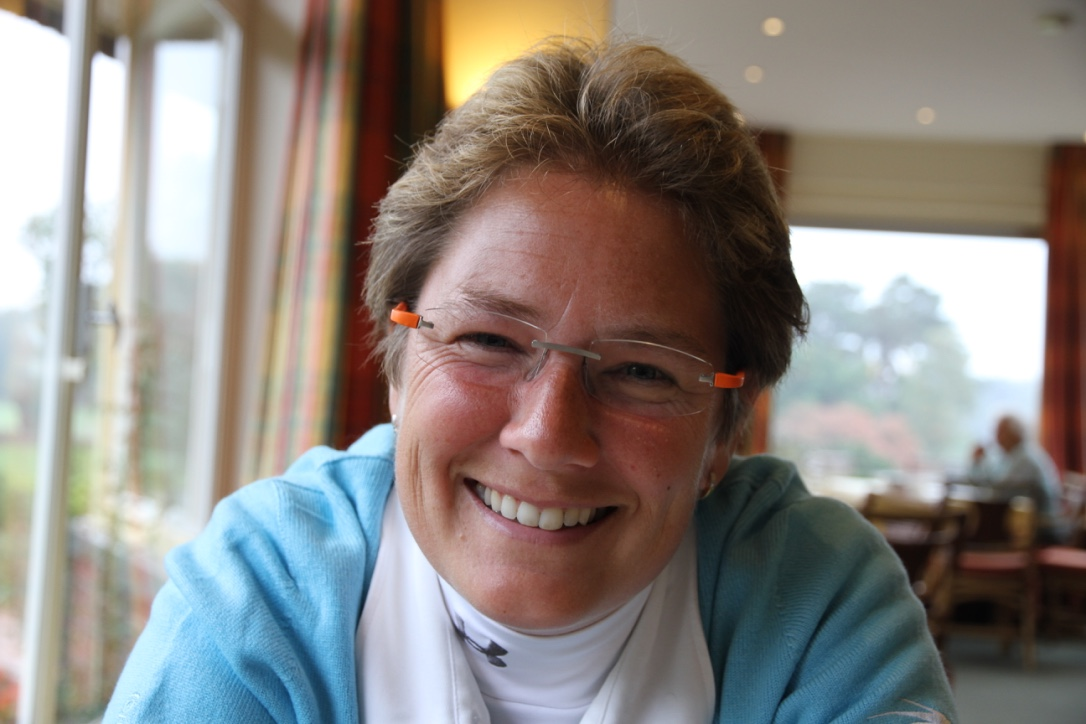
Marcella Neggers op de Eindhovensche Golf in oktober 2015

Marcella Neggers (Eindhoven, 24 januari 1975) is een Nederlandse golfprofessional.
Zij begon op haar 12de met golfen op de Tongelreep en op haar 17de stapte ze over naar de Eindhovensche Golf, een 18 holesbaan in Valkenswaard, die op initiatief van Anton Philips in 1928 en 1929 werd ontworpen en aangelegd door architect Harry Colt.

In haar amateurtijd had Marcella een handicap van +2.

## Amateur
Vanaf 1990 tot en met 2001 maakte zij deel uit van diverse selecties van de Koninklijke Nederlandse Golf Federatie en werd veelvuldig uitgezonden naar internationale toernooien.

### Nationaal (gewonnen)
- NK Strokeplay meisjes 1992 en 1994
- NK Strokeplay junioren 1994
- NK Strokeplay dames 1996
- NK Matchplay dames 1996 en 1998

In 1995 en 1996 werd zij Golfster van het jaar.
In 1995 wordt zij winnaar van het Dutch Junior Open op Toxandria en in 1996 het Duits Amateurkampioenschap. Deelgenomen  in de periode van 1995 tot en met 2001 aan internationale wedstrijden in Italië, Polen, Schotland, Finland, Frankrijk, Engeland en Denemarken.
Van 1991 tot en met 1999 neemt zij deel aan de Europese Landenteams Kampioenschappen Amateurs en in 1999 aan de Espirito Santo Trophy, het officiële WK voor dames-amateurs in Manilla op de Filipijnen.

## Professional
In 2000 wordt zij golfprofessional en het jaar daarop verovert ze een Tourkaart voor de Ladies European Tour (LET), het hoogst bereikbaar in Europa voor vrouwen.

Al snel wordt duidelijk dat haar gezondheid niet toestaat om echt playing-pro te worden, want Reumatoïde artritis werd spelbreker in het geheel 

Te veel zware training bleek niet langer mogelijk, dus besloot ze teaching-pro te worden en behaalde haar A-diploma in 2005. Nederlandse wedstrijden blijft zij echter wel spelen.

### Nationaal (gewonnen)
- NK Strokeplay voor professionals 2001
- NK Matchplay voor professionals 2006
- NK Strokeplay voor golfers met een fysieke handicap 2015

### Trivia
Marcella is de enige golfer, die zowel bij de amateurs, als bij de professionals, als bij de minder validen, het Nederlands Kampioenschap Strokeplay heeft gewonnen.